# Synagoga w Lounach
Synagoga w Lounach (cz. Synagoga v Lounech) – synagoga znajdująca się w Lounach w Czechach, przy ulicy Hilbertovej.
Synagoga została wzniesiona w 1871 według projektu architekta Stanka w stylu mauretańskim z elementami neorenesansowymi. Nabożeństwa odbywały się do wybuchu II wojny światowej. W latach 1946–1954 w synagodze mieściło się muzeum miejskie, a od 1967 archiwum powiatowe.